# Убийство Шани Лук
Шани Николь Лук (нем. Shani Nicole Louk; 7 февраля 2001, Равенсбург, Баден-Вюртемберг, Германия — 7 октября 2023, Реим, Израиль) — немецко-израильская татуировщица и инфлюэнсер, ставшая известной после резни на музыкальном фестивале около кибуца Реим как одна из пропавших без вести участников фестиваля, когда вскоре после нападения в сети появилась видеозапись, на которой видно, как её в бессознательном состоянии везут по улицам Газы боевики ХАМАС в кузове пикапа. Этот ролик, охарактеризованный экспертами по безопасности и комментаторами как пропаганда ХАМАСа в социальных сетях, стал одним из первых вирусных видеороликов войны Израиля против ХАМАСа. Дополнительное внимание к её делу было привлечено после того, как её мать, которая впоследствии заявила, что получила информацию о том, что Лук жива и находится в больнице Газы, обратилась к правительству Германии с просьбой о помощи. После этого, по данным немецких властей, она была причислена к восьми гражданам Германии, похищенным боевиками ХАМАС.

## Биография
Шани Николь Лук родилась 7 февраля 2001 года в немецком городе Равенсбург в семье отца-израильтянина Нисима и матери-немки Рикарды Лук (нем. Ricarda Louk). Мать приняла иудаизм в 1990-х годах.
В начале 1990-х годов семья Лук переехала в Израиль. Шани Лук была пацифисткой и отказалась пройти обязательную для израильтян военную службу.
В начале 2000-х годов Лук и её семья переехали в Портленд, штат Орегон, где она посещала детский сад при Портлендской еврейской академии.
Шани Лук проживала в Тель-Авиве, где работала татуировщицей на фрилансе, также она имела аудиторию в Instagram и являлась инфлюэнсером.
После известий о её смерти, семья опубликовала фотографии и видео с покойной Шани Лук, где видны её последние минуты перед захватом террористами ХАМАС.

## Исчезновение во время резни на музыкальном фестивале
7 октября 2023 года боевики ХАМАС вторглись на территорию Израиля из сектора Газа и устроили резню на музыкальном фестивале Supernova Sukkot Gathering. Мероприятие представляло собой открытый психоделический транс-фестиваль, приуроченный к еврейскому празднику Суккот, и проходило в западной части пустыни Негев, примерно в 5 км от барьера между сектором Газа и Израилем, недалеко от кибуца Реим.
Лук была на фестивале в сопровождении своего бойфренда, гражданина Мексики. После того как прозвучал сигнал системы оповещения Цева адом и началась атака, Лук разговаривала по телефону со своей матерью и сказала, что мест, где можно спрятаться, мало и она постарается их найти. После этого она пропала без вести.
8 октября была попытка обокрасть девушку, используя её кредитную карточку возле Индонезийской больницы в секторе Газа.

## Видео с Шани Лук после похищения
После нападения на музыкальный фестиваль в интернете появилась видеозапись, на которой видно, как Шани Лук, частично раздетую и, похоже, находящуюся без сознания, с кровью на волосах, боевики ХАМАС провозят по улицам города Газа в кузове пикапа; они кричат «Аллаху Акбар», к ним присоединяются люди из толпы, окружавшей автомобиль, некоторые из них плюют на Лук. Видеоролик получил широкую огласку, став одним из первых вирусных видеороликов войны Израиля против ХАМАС.
По мнению экспертов по безопасности, опрошенных агентством Франс Пресс, публикация этого видеоролика, а также других видеозаписей с изображением убитых или захваченных в плен мирных жителей носит характер целенаправленной и изощрённой пропаганды, призванной вызвать у населения чувство «беспомощности, паралича и унижения», а вирусное распространение подобных материалов приводит к усилению нарративов, угодных ХАМАС. Несмотря на то что ХАМАС запрещён в социальной сети X (ранее Twitter) как террористическая организация, некоторые пропагандистские видеоролики этого движения распространяются там после перепостов с одной платформы на другую. В качестве одного из таких роликов журналисты назвали видеоролик с Лук; вместе с другими материалами, связанными с ХАМАС, он побудил Европейскую комиссию предупредить владельца X, Илона Маска, о недопущении распространения "нелегального" контента, а затем, 12 октября, начать расследование в отношении X по факту распространения «насильственного и террористического контента» и других форм нелегального контента. В своей колонке в New York Times Николас Кристоф рассмотрел этот ролик как пример причин травмы и гнева, пережитых еврейскими общинами после атак ХАМАСа. По мнению журналиста Бобби Гоша, ХАМАС выпускает пропагандистские видеоролики быстро, желая первым одержать победу в психологической войне, однако видео с изображением Лук не деморализовало израильское общество, напротив, «обращение с ней похитителей вызвало всеобщее возмущение и осуждение, если не укрепило решимость Израиля совершить возмездие».

## Развитие событий и признание погибшей
Уже в некоторых ранних сообщениях СМИ Лук считалась убитой, поскольку на видеозаписи её тело выглядело безжизненным, с неестественно вывернутыми конечностями. Её мать, Рикарда Лук, сообщила, что 10 октября она получила информацию от палестинского друга семьи о том, что Лук проходит лечение в одной из больниц Газы в связи с серьёзной травмой головы и находится в критическом состоянии. В более позднем отчёте Human Rights Watch говорится, что после просмотра видеозаписи семья пришла к выводу, что Лук получила серьёзную травму головы. Рикарда также получила банковское уведомление о том, что кредитная карта Лук была использована 8 октября возле индонезийской больницы в Газе.
Как пишет британская газета The Sun, с мобильного телефона друга Шани Лук были отправлены SMS-сообщения на арабском языке. Издание предполагает, что сообщения были отправлены боевиками ХАМАС. В сообщениях содержатся следующие фразы: «Я плюю на тебя», «будь ты проклят», а также говорится о том, что «Палестина будет свободной».
Семья Лук предполагала, что она жива, и обратилась за помощью к правительству Германии. 13 октября, в ходе своего визита в Израиль, министр иностранных дел Германии Анналена Бербок встретилась с Рикардой Лук и другими членами семей похищенных, имеющих немецкое гражданство. После встречи Рикарда выступила на пресс-конференции, заявив, что немецко-израильские граждане получат поддержку со стороны правительства Германии, и что оно «пытается найти решения». Бербок заявила, что Германия «поддерживает связь со всеми субъектами, имеющими контакт с ХАМАС», чтобы дать понять, что заложники должны быть освобождены. Члены семей похищенных, включая Лук, впоследствии встретились с канцлером Германии Олафом Шольцем во время его визита солидарности в Израиль 17 октября. Немецкие власти причисляли Лук к восьми гражданам Германии, похищенным ХАМАС в ходе нападения на Израиль.
30 октября стало известно, что был найден фрагмент кости черепа Шани Лук; власти Израиля и мать похищенной подтвердили гибель девушки.

## Обнаружение тела
17 мая 2024 года представители ЦАХАЛ объявили о том, что в секторе Газа были найдены и вывезены в Израиль останки трёх заложников — 28-летней Амит Бускилы, 58-летнего Ицхака Гелерентера и 22-летней Шани Лук. Её тело было обнаружено в одном из туннелей под сектором Газа.

## Похороны Шани Лук
19 мая на кладбище мошава Сригим состоялась траурная церемония похорон, на которую отец убитой пригласил всех желающих. Президент Израиля Ицхак Герцог, чей отец, Хаим Герцог, также бывший президентом Израиля, предположительно, был близок с дедушкой Шани Лук Амрамом, прислал на похороны видеообращение. Похороны посетили сотни человек. Отмечалась жизнерадостность Шани Лук, её весёлый и независимый характер, любовь к путешествиям и способность вызывать у людей улыбки. В конце церемонии была исполнена песня «Дом», написанная Шани Лук, со словами «Я больше не хочу войны».

## Последствия и общественная реакция
16 ноября рав Шмули Ботеах заявил, что террорист, выставивший напоказ тело Шани Лук и плевавший на него, ликвидирован ЦАХАЛ, однако на момент публикации это не было официально подтверждено израильскими военными.
28 марта 2024 года агентство Ассошиэйтед Пресс заняло первое место в международном фотоконкурсе «Фотограф года» в категории «Рассказ года в картинках в исполнении команды». «Командой»-победительницей от агентства стала группа палестинских фотографов, сопровождавших террористов во время прорыва границы Израиля, похищения, массовых убийств и изнасилований израильских граждан при вторжении 7 октября. Номинация была проиллюстрирована фотографией боевиков ХАМАС, затащивших в джип полуобнаженную Шани Лук, находящуюся без сознания или уже убитую. Фотокорреспонденты агентства, включая сделавшего «фотографию-победительницу» Али Махмуда, в тот день сопровождали террористов с самого начала вторжения, однако агентство заявило, что они не знали и не могли знать о намерениях нападавших.